# Gypona scutellata
Gypona scutellata är en insektsart som beskrevs av Fowler 1903. Gypona scutellata ingår i släktet Gypona och familjen dvärgstritar. Inga underarter finns listade i Catalogue of Life.